# Юля-Тюрьянъярви
Юля-Тю́рьянъя́рви (Юлятюрьянъярви, Юля-Тюрьянярви; фин. Ylä Tyrjä) — озеро на территориях Мийнальского сельского поселения Лахденпохского района Республики Карелия и общины Париккала провинции Южная Карелия губернии Южная Финляндия Республики Финляндия.
Площадь озера — 1,2 км². Располагается на высоте 72,7 метров над уровнем моря.
По водоёму проходит Российско-финляндская граница, деля озеро, приблизительно, пополам.
Форма озера продолговатая, вытянутая с юга на север. Берега каменисто-песчаные.
В серверную оконечность озера впадают два ручья: западный — Мюллюйоки — доставляет воды озёр Пиени-Раутъярви (фин. Pieni Rautjärvi) и Раутъярви (фин. Rautjärvi), восточный — Коскотйоки (фин. Koskotjoki) — вытекает из озёр Петяяярви (фин. Petäjäjärvi) и Мусталампи (фин. Mustalampi). С востока в озеро впадает ручей Раяйоки (фин. Rajajoki), вытекающий из озера Саммаллампи (фин. Sammallampi).
С юга из озера вытекает река Раковка (фин. Haisuanjoki), впадающая в озеро Тюрьянъярви, откуда (на территории Финляндии) вытекает река Йоэнсунйоки (фин. Joensuunjoki), впадающая в озеро Симпелеярви, воды которого через систему озёр на территории Финляндии возвращаются на территорию России рекой Кокколанйоки, которая затем впадает в Ладогу.
В озере есть два небольших безымянных острова.
Код водного объекта в государственном водном реестре — 01040300211102000012929.